# حديقة يريفان النباتية
حديقة يريفان النباتية هي حديقة تابعة للأكاديمية الوطنية الأرمنية للعلوم التي تعد الجهة المسؤولة عن المجموعات النباتية في أرمينيا. وهي تقع في منطقة أفان في الجزء الشمالي الشرقي من العاصمة يريفان حيث تحتل حوالي 80 هكتارًا من منطقة شبه مهجورة.
تضم المجموعة أكثر من 200 نوع من النباتات المتوطنة والنادرة والمتدهورة، حيث توفر بيئة طبيعية نسبيًا لدراسة النباتات الأرمنية والتفاعلات البيئية بين الأنواع النباتية.